# Friedensbrücke (Plauen)
Friedensbrücke (także: Syratalviadukt, Syratalbrücke, dawniej: Friedrich-August-Brücke, Friedrich-Ebert-Brücke) – most drogowy w Plauen (Saksonia, Niemcy), w ciągu Friedenstraße, nad potokiem Syra i ulicami Dobenaustraße i Zufahrt Sternquell.

## Historia
Pierwsze rozmowy o konieczności lokalizacji mostu nad Syrą powzięto w 1886. W 1901 ogłoszono konkurs ofert. Nadesłano 23 projekty, w tym sześć konstrukcji żelaznych i szesnaście konstrukcji betonowych lub żelbetowych. Wybrano projekt przedsiębiorstwa C. Liebold & Co., który przewidywał most z kamienia i zaprawy cementowej z trzema łukami o długości 35, 52 i 35 metrów każdy. Miasto zaakceptowało tę ofertę, ponieważ cena była taka sama jak konstrukcja żelazna, ale koszty utrzymania niższe. W 1902, ze względu na warunki fundamentowe i we współpracy z administracją miejską, przedsiębiorstwo C. Liebold & Co. złożyło kolejną ofertę, obejmującą obiekt z pojedynczym łukiem o długości 90 metrów. Zamówienie zostało ostatecznie przyjęte na podstawie tej propozycji, między innymi dlatego, że most stałby się budowlą z największym łukiem z kamienia naturalnego na świecie. Budowę rozpoczęto 26 marca 1903. Od  21 sierpnia 1903 do  8 listopada 1903 wznoszono łuk mostu. 24 sierpnia 1905 obiekt oddano do użytku w obecności króla Fryderyka Augusta III. W 1913 zabezpieczono balustrady przed wspinaniem się, gdyż liczba samobójstw była tu bardzo duża. W 1923 most odnowiono, a w 1933 uszczelniono. 
W 1945, tuż przed końcem wojny, w most uderzyły bomby odłamkowo-burzące, które zniszczyły około 40% obiektu, jednak most nie zawalił się. 7 sierpnia 1945 zmieniono nazwę na Friedrich-Ebert-Brücke. W latach 1946–1949 odbudowano zniszczone elementy. 22 grudnia 1949 ruch wznowiono. Ze względu na uszkodzenie nie był już jednak używany przez tramwaje. W 1973 nazwę zmieniono na Friedensbrücke.
W 1994 obiekt został objęty ochroną konserwatorską i do 1995 wyremontowany. Ponowny remont nastąpił w latach 2001-2004.
Koszty budowy pierwotnej budowli wyniosły 487.000 marek za samą budowę i 250.000 marek za zakup gruntu. Podczas budowy użyto 60% kamienia naturalnego z lokalnych źródeł (łupek łamany) oraz 40% zaprawy cementowej. 

## Osiadanie
Pomiędzy zdjęciem szalunku a otwarciem dla ruchu most osiadł o 16,4 cm. Do końca 1905 osiadł o kolejne 5,2 cm, a w 1997 wartość ta wyniosła 44 cm. Od 1905 most osiada średnio 2 mm rocznie.

## Parametry
Dane techniczne mostu:
- całkowita szerokość: 17,00 m,
- szerokość łuku: 16,00 m,
- rozpiętość łuku: 90,00 m,
- grubość łuku: 1,50 - 4,00 m,
- szerokość chodnika: 2 × 3 m,
- powierzchnia mostu: 2460 m²[2].